# Selenocosmia valida
Selenocosmia valida é uma espécie de aranha pertencente à família Theraphosidae (tarântulas).